# بث هنلی
الیزابث بکر (بث) هنلی (به انگلیسی: Elizabeth Becker "Beth" Henley) (زادهٔ ۸ مه ۱۹۵۲ در جکسون، می‌سی‌سی‌پی) نمایش‌نامه‌نویس و بازیگر آمریکایی است. موضوع نوشته‌های او عموماً در بارهٔ مسایل زنان و خانواده‌ها در ایالت‌های جنوبی آمریکا است. نمایش‌نامه‌های او مبنای بسیاری از اقتباس‌های سینمایی قرار گرفته‌است. او برای لحظات کمدی و جدی درهم‌پیچیده در نمایش‌نامه‌هایش شناخته شده‌است.
مشهورترین نمایش‌نامهٔ وی جنایت‌های دل (۱۹۷۸) است که اولین اثر حرفه‌ای او بود. افتتاحیهٔ این اثر در تئاتر بازیگران لوییزویل بود و سپس در باشگاه تئاتر منهتن در نیویورک سیتی به اجرا گذاشته شد. این نمایش برندهٔ جایزهٔ پولیتزر برای درام (۱۹۸۱) و همچنین از طرف حلقهٔ منتقدان تئاتر نیویورک به عنوان بهترین نمایش آمریکایی سال ۱۹۸۱ انتخاب گردید.
این نمایش همچنین برای هنلی نامزدی جایزه تونی را به ارمغان آورد و فیلم‌نامهٔ اقتباسی وی از فیلمی به همین نام محصول سال ۱۹۸۶ به عنوان نامزد جایزه اسکار بهترین فیلم‌نامهٔ اقتباسی انتخاب شد.
هنلی اقتباسی نمایش‌نامهٔ «مسابقهٔ دختر ترقه» (۱۹۸۴) خود را برای فیلم دختر ترقه محصول سال ۱۹۸۹ با بازی هالی هانتر بازنویسی کرد. اثر دیگر وی «تقلب مضحک» در سال ۲۰۰۶ در تئاتر مک‌کارتر اجرا شد و نمایش دیگرش «هفتهٔ خانواده» در سال ۲۰۱۰ توسط جاناتان دمی در تئاتر ام‌سی‌سی اجرا گردید.

## اوایل زندگی
بث در سال ۱۹۵۲ در جکسون، میسیسیپی زاده شد. او یکی از چهار دختری بود که از چارلز بویس و الیزابث جوزفین هنلی زاده شد. مادرش بازیگر بود. بث هنلی در دبیرستان موره در می‌سی‌سی‌پی درس خواند و سپس درسش را در دانشگاه متودیست جنوبی ادامه داد که در آن‌جا او یکی از اعضای گروه بازیگری بود. وقتی در کالج بود، هنلی اولین نمایش‌نامه‌اش را کامل کرد که نمایشی تک‌پرده‌ای بود با عنوان آیا من آبی‌ام؟ او در سال ۱۹۷۴ از دانشگاه متودیست جنوبی با مدرک لیسانس هنرهای زیبا فارغ‌التحصیل شد. او بین سال‌های ۱۹۷۵ تا ۱۹۷۶ در به تدریس نمایش‌نامه‌نویسی در دانشگاه ایلینوی در اوربانا شامپاین و تئاتر رپورتوار اقلیت دالاس پرداخت.
در سال ۱۹۷۶ هنلی به لس‌آنجلس مهاجرت کرد و شروع کرد به کار روی نمایش‌نامه‌اش جنایت‌های دل.

## فعالیت حرفه‌ای
Crimes of the Heart was Henley's first professionally produced play. It opened at the Actors Theatre of Louisville in 1978, where it was declared co-winner of a new American play contest. The play then moved to New York and was produced by the Manhattan Theatre Club. Crimes of the Heart won the جایزه پولیتزر برای نمایش‌نامه in 1981, as well as the award for Best American Play of 1981 from the New York Drama Critics' Circle. The play also earned Henley a nomination for a جایزه تونی، and her screenplay for the film version of Crimes of the Heart was nominated for an Oscar as Best Adapted Screenplay. Henley has stated that growing up with 3 sisters was a major inspiration for her play Crimes of the Heart.
Henley's first six plays are set in the Deep South: two in Louisiana and four in Mississippi, where she grew up. Themes of her dramas are tied to small town values and the importance of love. Henley particularly focuses on her female characters in terms of identity and expression. Dominant themes include:
- The value of love with family love providing support more often than romantic love;[۲][کدام صفحه؟]
- Family ties in the domestic realm and how both this and society values define and confine female characters;[۶] and
- Socially constructed desires and their impact on gender identity.[۶]

Henley views her characters as examples of the repercussions of modern society and representative of the alienation, pain, and suffering that reflect the human condition. Her plays explore the dichotomy within individuals that seek happiness but are betrayed by modern civilization. Henley's notion that neurotic behavior is endemic to modern civilization stems from Freud's psychoanalytic theory. Her Southern sense of the grotesque and absurd experienced in daily existence have caused some critics to compare Henley to other Southern Writers such as یودورا ولتی and فلانری اوکانر. This attitude has caused Henley to be classified in the گوتیک جنوبی genre.
Henley's writing style has evolved throughout her career. Her plays of the 1980s are characterized as naturalistic and dramatize the relationship between the interior self and the exterior world. The characters are outsiders, and by virtue of their nonconformity they risk being unable to share their feelings, insights, and experiences with others because they are alone, punished for their difference. They risk being institutionally isolated in a prison or asylum because they are so alone, so outside behavioral norms, that their actions warrant their removal from society. Hope exists in the search for a kindred soul. Her plays of the 1990s are considered experimental in moving beyond the traditional settings and themes of her earlier work. These plays explore structure and the concepts of time with action occurring in a fragmentary way, spanning amounts of time, and/or occurring in episodic succession. This is clearly seen in Abundance, the first play not set in the South. Henley applies a new technique in these plays: structuring action around a gap and subsequent references which cast doubt on the action of the absent scene. Henley begins to mix genres, such as play noir and integrates repeated verbal and visual images across genres with the theme of love dominating as well as exploring the theme of denial. Henley later attempts to reconcile themes of love and imagination in Revelers and employs ancient theatre techniques, such as a prologue, in the title and structure of the play. A recurring feature in all of her plays, Henley brings together a collection of individuals who cling to the self-images and experiences that give them their identity.

## انتقادها
بعضی از منتقدین هنلی را او را مورد انتقاد قرار می‌دانند به این دلیل که او شخصیت‌های زن نمایش‌نامه‌هایش را در خانه قرار می‌دهد و در ادامه این منتقدین این‌گونه استدلال می‌کنند که چنین مکانی این زنان را، از جنبه‌های منفی، هم تعریف می‌کند و هم محدود بدون این‌که خیابان را به عنوان پیشنهادی برای دید و بازدید یا فرار در نظر بگیرد.

## زندگی خصوصی
برای سال‌های مدید هنلی رابطهٔ عاشقانه‌ای با استفن توبولوسکی، بازیگر، نویسنده و کارگردان داشت که وی را در دورانی که هر دو در دانشگاه متودیست جنوبی دانشجو بودند ملاقات کرده بود. رابطهٔ آن‌ها در سال ۱۹۸۸ پایان یافت

## جوایز
| جایزه                                                                   | سال  |
| ----------------------------------------------------------------------- | ---- |
| یکی از برندگان مسابقه بهترین نمایش‌نامه آمریکایی تئاتر بازیگران لوییزویل | ۱۹۷۸ |
| جایزهٔ پولیتزر برای نمایش‌نامه                                            | ۱۹۸۱ |
| کاندیدای جشنوارهٔ جایزهٔ تونی                                             | ۱۹۸۲ |
| کاندیدای جایزهٔ اسکار                                                    | ۱۹۸۷ |

## آثارشناسی
- آیا من آبی‌ام (۱۹۷۲)
- جنایت‌های دل (۱۹۷۸)
- مسابقهٔ دختر ترقه (۱۹۷۹)
- بیداری جیمی فاستر (۱۹۸۱)
- توپ دبوتانت (۱۹۸۵)
- نقطهٔ شانس (۱۹۸۶)
- فراوانی (۱۹۹۰)
- انجمن کنترل (۱۹۹۲)
- امضا (۱۹۹۵)
- ال-پلی (۱۹۹۶)
- ازدواج ناممکن (۱۹۹۸)
- هفتهٔ خانواده (۲۰۰۰)
- خواهران مادریگالد زمستانی (۲۰۰۳)
- تقلب مضحک (۲۰۰۷)

### آثار به فارسی
- جنایت‌های دل، غلام‌رضا صراف، تهران: انتشارات رخ‌داد نو، ۱۳۹۰[۱۰]

## فیلم‌شناسی
- شیفت چرخشی (۱۹۸۴)، (بازیگر)
- داستان‌های راستان (۱۹۸۶)، (هم‌فیلم‌نامه‌نویس)
- هیچ‌کس احمق نیست (۱۹۸۶)، (فیلم‌نامه‌نویس)
- جنایت‌های دل (۱۹۸۶)، (فیلم‌نامه‌نویس)
- دختر ترقه (۱۹۸۹)، (فیلم‌نامه‌نویس)

## پی‌نوشت
1. ↑  Andreach, p. 9
2. 1 2 3 4 5 6 7 8 9 10 11 12  Andreach, p. ?
3. ↑  McTague, p. ?
4. 1 2  McTague, p. 27
5. ↑  McTague, p. 23
6. 1 2 3 4  Karen L. Laughlin.  Perry، Carolyn، ویراستار. «The History of Southern Women's Literature». Southern Literary Studies. Baton Rouge: Louisiana State University Press: ۵۸۸–۵۹۳.
7. 1 2  Plunka، Gene (ژوئیه ۳, ۲۰۰۶). «Freudian Psychology and Beth Henley's Popular Culture Satire: Signature». The Journal of Popular Culture.
8. ↑  Hucheon, Linda. "The Politics of Parody" بایگانی‌شده  در ۱۹ ژانویه ۲۰۱۲ توسط Wayback Machine, The Politics of Postmodernism, New York: Routledge, 1989. pp. 93–117
9. ↑  Tobolowsky, Stephen. The Dangerous Animals Club, 2012, pp. 98, 102 and 139, Simon & Schuster شابک ‎۹۷۸−۱−۴۵۱۶−۳۳۱۵-3
10. ↑  هنلی، جنایت‌های دل.

## مطالعات بیشتر
- Padgett, John B. (1999). "MWP: Beth Henley" (به انگلیسی). The Mississippi Writers Page. Retrieved 2008-12-21. {{cite web}}: Unknown parameter |ماه= ignored (help)
- Department of Archives and Special Collections (۲۰۰۸). «The Beth Henley collection (MUM00228)». J.D. Williams Library, The University of Mississippi. دریافت‌شده در ۲۰۰۸-۱۲-۲۱.
- Beth Henley: A Casebook
- The Plays of Beth Henley: A Critical Study